# Hornsby
Hornsby és una població dels Estats Units a l'estat de Tennessee. Segons el cens del 2000 tenia 306 habitants.

## Demografia
Segons el cens del 2000, Hornsby tenia 306 habitants, 123 habitatges, i 94 famílies. La densitat de població era de 93,8 habitants/km².
Dels 123 habitatges en un 35,8% hi vivien nens de menys de 18 anys, en un 56,9% hi vivien parelles casades, en un 13% dones solteres, i en un 22,8% no eren unitats familiars. En el 20,3% dels habitatges hi vivien persones soles el 12,2% de les quals corresponia a persones de 65 anys o més que vivien soles. El nombre mitjà de persones vivint en cada habitatge era de 2,49 i el nombre mitjà de persones que vivien en cada família era de 2,78.
Per edats la població es repartia de la següent manera: un 25,5% tenia menys de 18 anys, un 7,2% entre 18 i 24, un 29,7% entre 25 i 44, un 21,6% de 45 a 60 i un 16% 65 anys o més.
L'edat mediana era de 38 anys. Per cada 100 dones de 18 o més anys hi havia 90 homes.
La renda mediana per habitatge era de 34.063 $ i la renda mediana per família de 31.250 $. Els homes tenien una renda mediana de 26.875 $ mentre que les dones 23.750 $. La renda per capita de la població era de 12.915 $. Entorn del 23,3% de les famílies i el 17,8% de la població estaven per davall del llindar de pobresa.

## Poblacions més properes
El següent diagrama mostra les poblacions més properes.